# Blennidus angularis
Blennidus angularis là một loài bọ chân chạy thuộc phân họ Pterostichinae. Loài này được Straneo mô tả năm 1985.